# 보쓰텅호

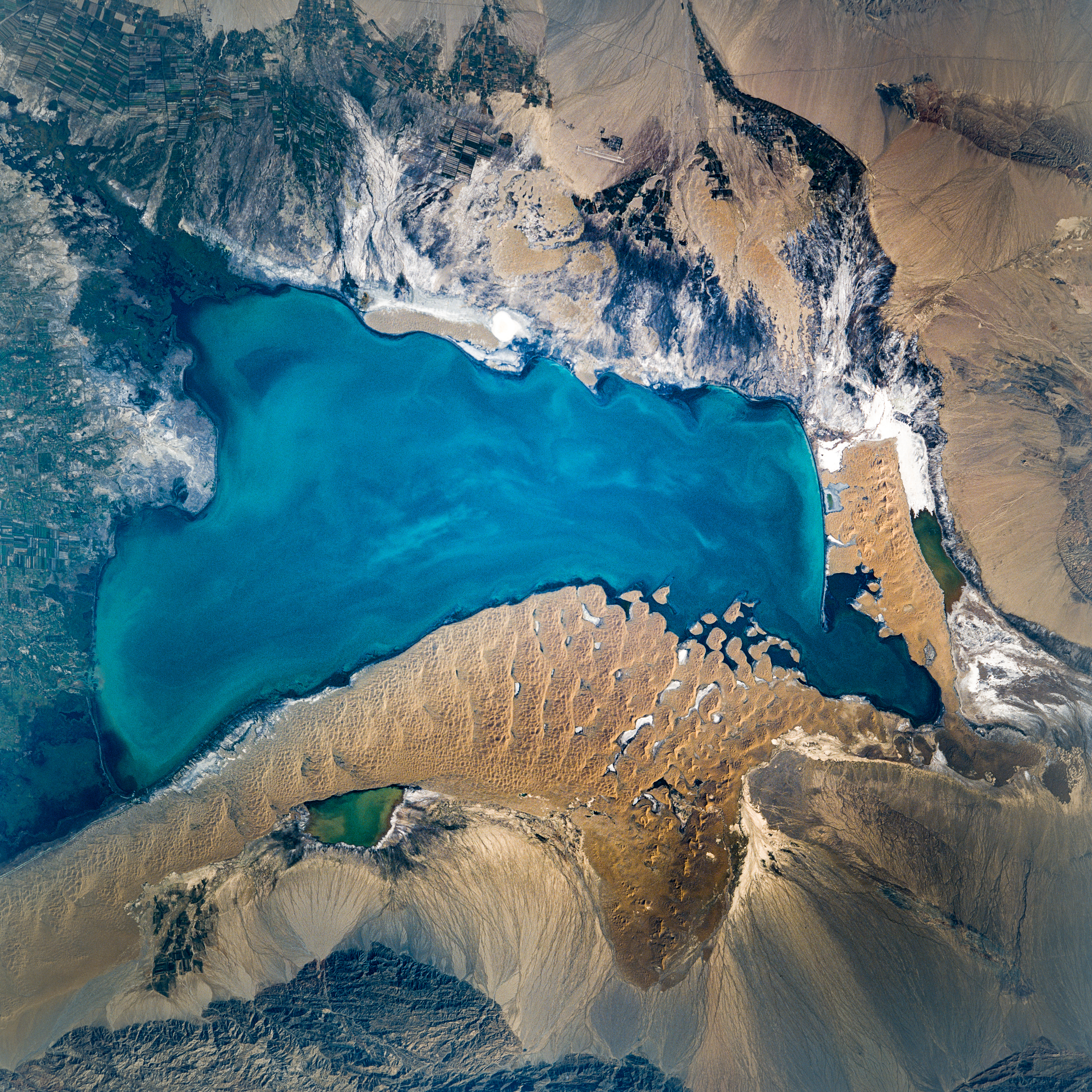
보쓰텅 호

보쓰텅 호(중국어 간체자: 博斯腾湖, 정체자: 博斯騰湖, 병음: Bósīténg Hú, 위구르어: باغراش كۆلى)는 중화인민공화국 신장 위구르 자치구 중부의 호수이다. 중국에서 가장 큰 내륙호이자 담수호이다. 면적은 약 1,000km2.